# Eva nemica
Eva nemica è un film muto italiano del 1916 diretto da Giuseppe Pinto.